# Tršice (zámek)
Zámek Tršice je trojkřídlý patrový zámek přibližně deset kilometrů východně od Olomouce, v centru stejnojmenné obce v okrese Olomouc.
Areál zámku se rozkládá na severním okraji historického jádra obce, na mírném návrší nad severní stranou návsi, při břehu tršického rybníka. Původně gotickou středověkou tvrz, později přestavěnou na renesanční zámek, který pak byl v polovině 19. století upraven do dnešní empírové podoby, obklopuje park volné krajinářské kompozice. Od roku 1958 je chráněn jako kulturní památka.

## Historie
Na místě dnešního tršického zámku stávala gotická tvrz, připomínaná v roce 1377, založena mezi lety 1318–1339. Informace o tom, kdy byla založena a kdo dal podnět k jejímu založení se nedochovaly. Zakládací listiny shořely v roce 1642 během třicetileté války. Byla to budova přízemní, obehnána hradbami, valy a vodním příkopem na jižní straně. Přístup do tvrze umožňoval padací most, který se v době nebezpečí zvedal. Pozůstatkem gotické tvrze je gotický portál vjezdu, okrouhlá 7 metrů hluboká hladomorna v podzemí, vytesaná zčásti ve skále. Nad ní jsou zachovány dvě vězeňské kobky. Tvrz byla sídlem zemanů - vladyků. Dvůr u tvrze byl střediskem vrchnostenského podnikání. V 15. století za Kokorských z Kokor byla tvrz pozdně goticky upravena. Od roku 1437 se začalo užívat pro tršickou tvrz názvu hrad, snad pro její vzhled, v roce 1514 a v roce 1529 za vladyky Jiřího Žabky z Limburka bylo vrchnostenské sídlo nazýváno zámkem. Sídlem světské vrchnosti byl do roku 1581. Významná renesanční přestavba na zámek v roce 1532 sjednotila oba jižní paláce v jediné křídlo. V roce 1568 zámek získalo olomoucké biskupství, později kapitula. Od roku 1581 do roku 1848 byl sídlem církevní vrchnosti a stal se úřední budovou. Byl v ní umístěn vrchnostenský úřad s úředníky – vrchní, důchodní, kancelářský a dva písaři. V roce 1830 byl ještě zámek po požáru opraven, avšak roku 1848 byl vrchnostenský úřad zrušen. Zámek si pak pronajímali kanovníci a preláti k letnímu pobytu, a to až do roku 1918. Tršický zámek roku 1919 osiřel, když zemřel vrchní Ignác Tomáš Grimmenstein, bratr olomouckého kanovníka Vincence Grimmensteina. Roku 1922 byl zámek pronajat charitě z Olomouce pro těžce postižené děti, o které pečovaly řádové sestry sv. Norberta ze Svatého Kopečka až do roku 1946, kdy se odstěhovaly do Nezamyslic. V roce 1948 byl zámek jako konfiskát přidělen MNV v Tršicích. Novodobě pak byl zámek opravován v letech 1975–1976.
V současné době je v zámku umístěn obecní úřad, obřadní síň, místní knihovna a malé vesnické muzeum.

## Stavební podoba
Zámek tvoří jednopatrová budova ve tvaru podkovy, situovaná okolo malého nádvoří. Vstup do zámku je klenutým vjezdem od jihu, po mostě přes bývalý vodní příkop, který původně ještě zdobily dvě sochy. Východní stranu zámku tvoří obdélníková budova s pěti okny, do nádvoří dvoutraktová a s velkými otevřenými arkádami v přízemí. Budova na západní straně je situovaná nad bývalým vodním příkopem s rizalitem uprostřed. Na severní straně nádvoří stojí obdélníková jednopatrová budova, k níž je ze severu připojená čtvercová budova, situovaná na skále nad rybníkem. Severní a jižní budovu spojuje jednopatrové křídlo. Nádvoří pak naproti vstupnímu vjezdu, směrem do parku, uzavírá vysoká zeď, se železnou branou uprostřed. Na nádvoří je mezi patry zasazena deska s erby. Zámek byl původně obklopený vodním příkopem, dnes již částečně zasypaným.
Místnosti v přízemí jsou klenuté, v patře plochostropé. Na chodbě v 1. patře je zachovaná nástropní malba, dílo olomouckého malíře Rabenalta z roku 1876, restaurovaná v roce 1984. Zobrazuje českého knížete Václava ve zlatém brnění, s knížecí čapkou, mečem a praporcem. U nohou knížete jsou umístěny tři španělské štíty s erby. V interiéru bývalé správní budovy je zachována částečně ve skále vysekaná okrouhlá hladomorna a nad ní dvě vězeňské kobky s valenými klenbami a gotický vstupní portál. Naopak bývalá kaple Panny Marie byla zničena při přestavbě na obřadní síň. Zámek obklopuje menší krajinářský park, vybudovaný na místě bývalých valů a užitkových zahrad, osázený okrasnými keři, domácími i cizokrajnými stromy, hlavně jehličnany.

## Galerie

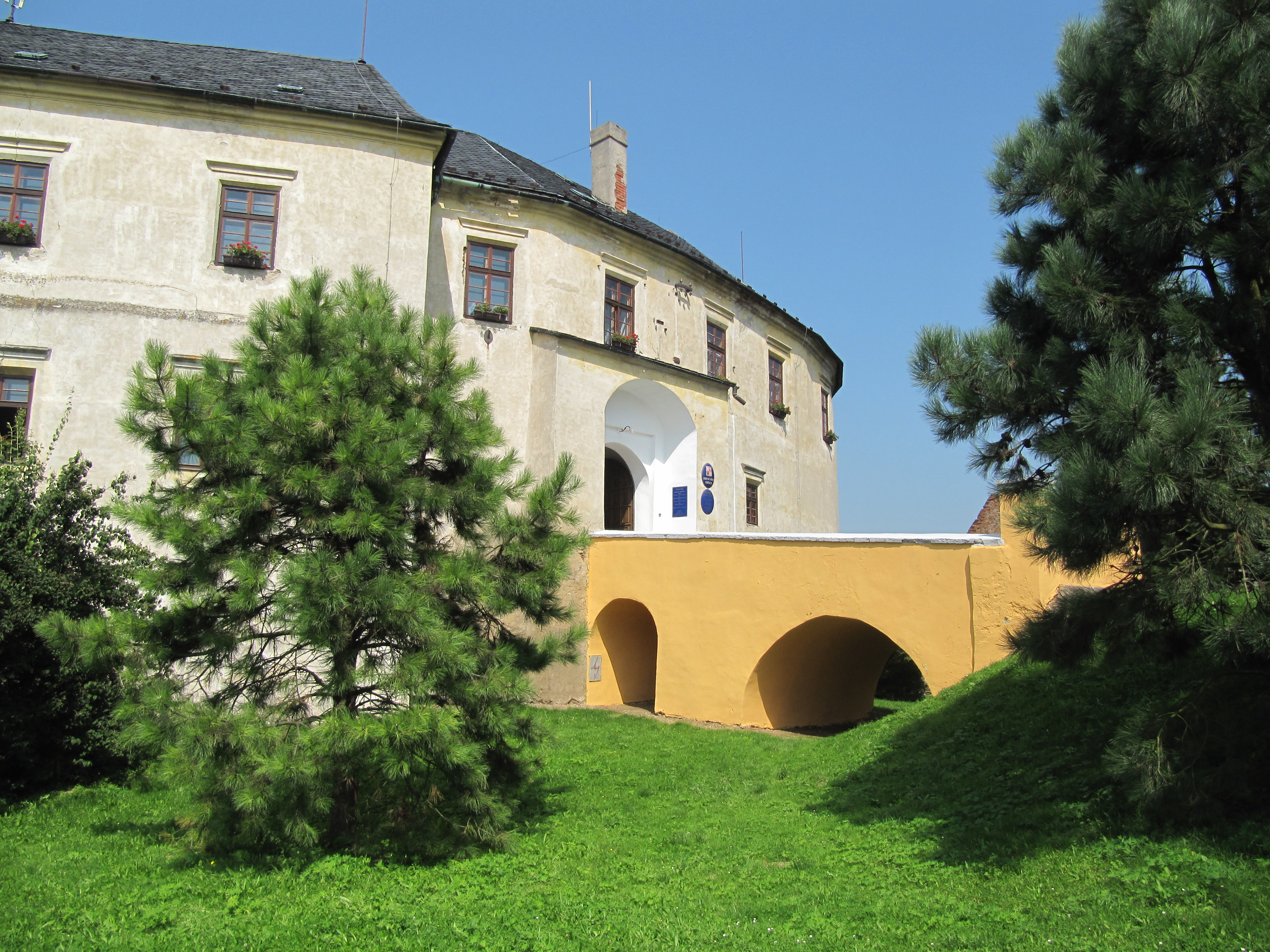
Pohled z parku ke vstupnímu mostu
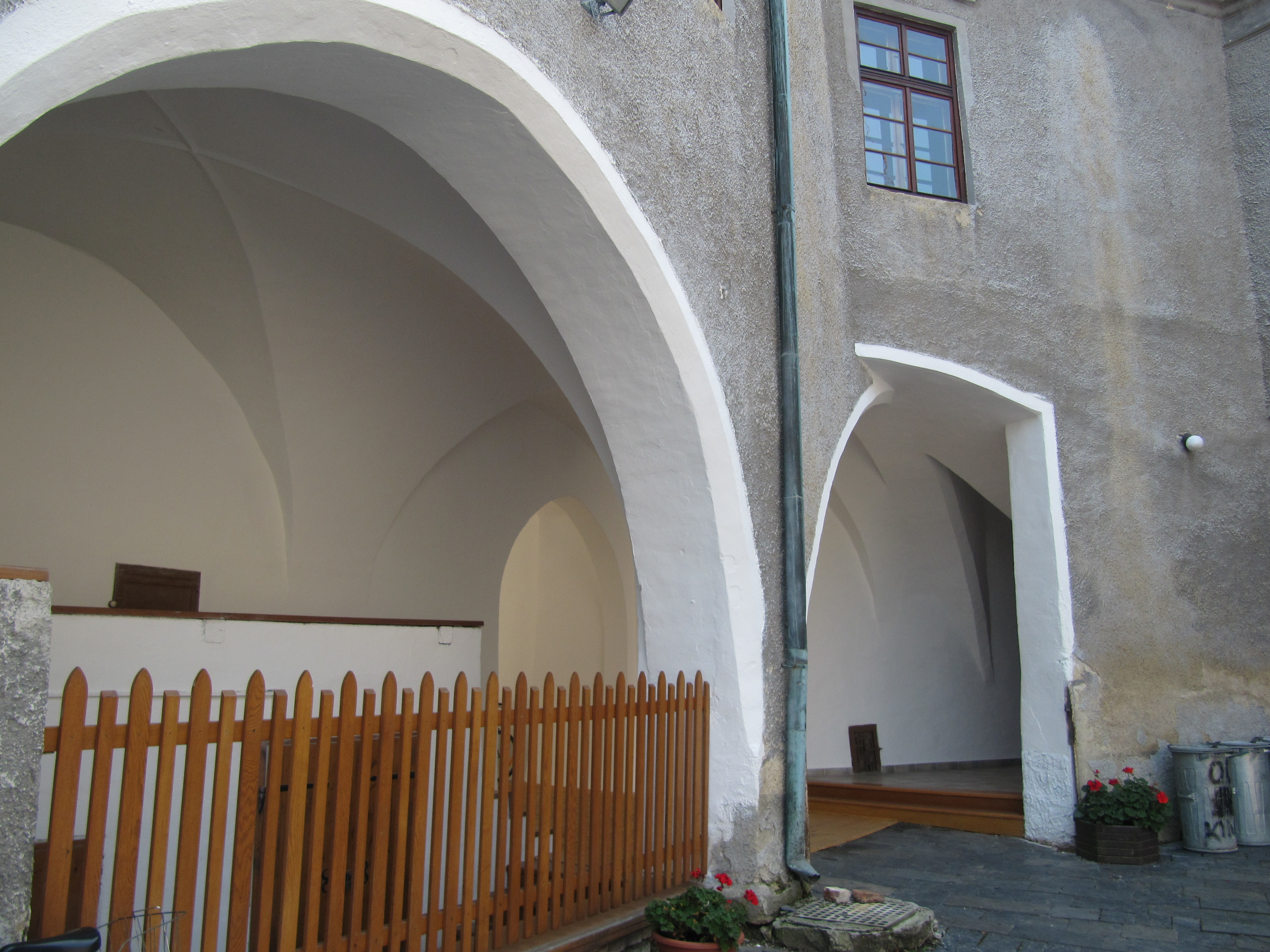
Nádvoří zámku
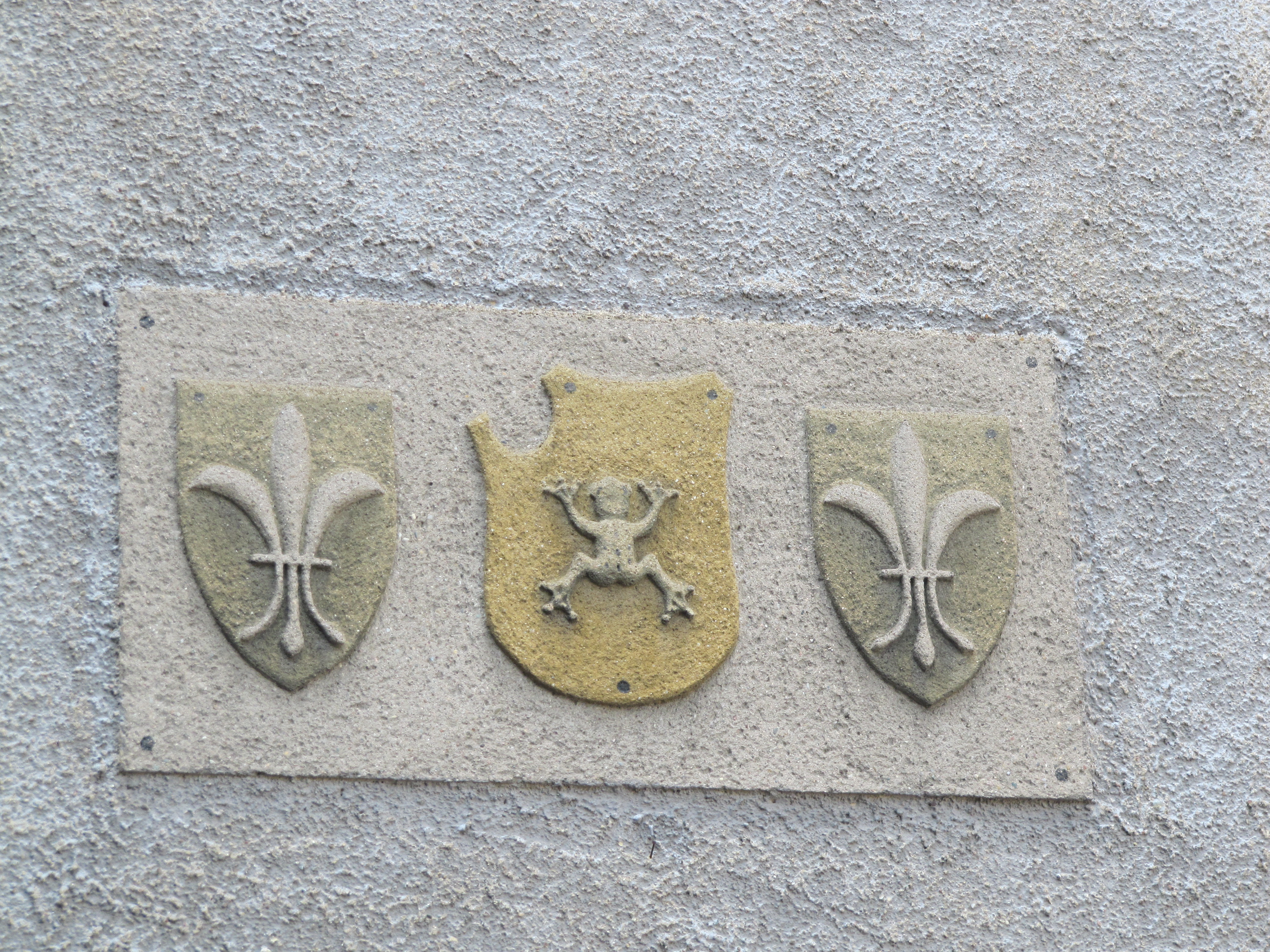
Erby na nádvoří
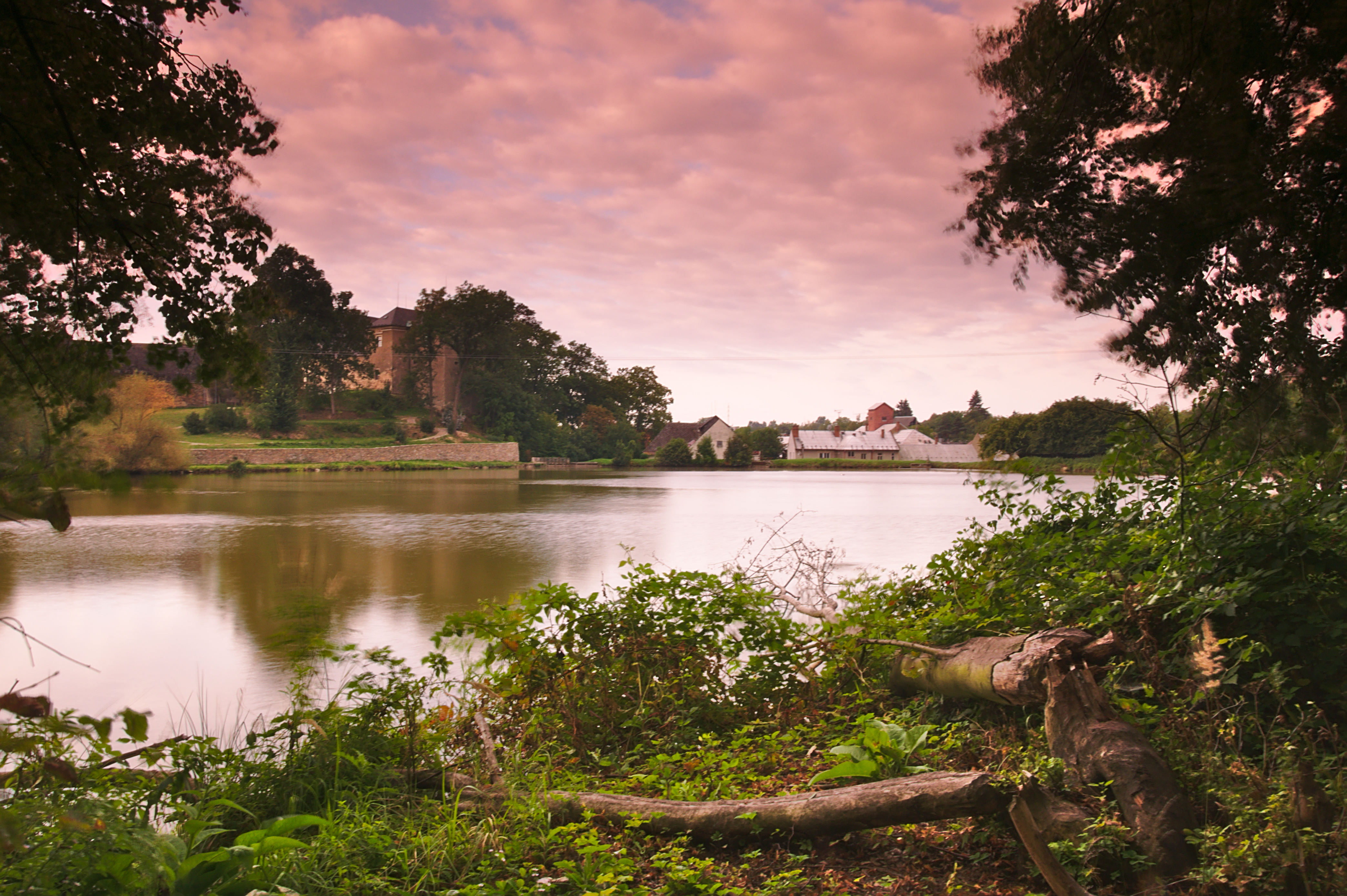
Pohled na zámek přes rybník